# هربرت بلیز
هربرت بلیز (انگلیسی: Herbert Blaize; زاده ۲۶ فوریهٔ ۱۹۱۸ – درگذشته ۱۹ دسامبر ۱۹۸۹) سیاستمدار اهل گرنادا بود. وی از ۴ دسامبر ۱۹۸۴ تا ۱۹ دسامبر ۱۹۸۹ نخست‌وزیر این کشور بود.
هربرت بلیز در ۱۹ دسامبر ۱۹۸۹، در سن ۷۱ سالگی بر اثر سرطان پروستات درگذشت.